# Philippe Lafeuille
 (juin 2018).
Philippe Lafeuille, né en 1964, est un chorégraphe, metteur en scène et artiste-interprète français.
Fondateur des compagnies Chicos Mambo et La Feuille d'Automne, il a également collaboré à de nombreux projets artistiques et consacre une grande partie de ses activités à l'action culturelle, notamment auprès du jeune public.

## Chorégraphe
1994-2001
- Directeur artistique du Carnaval de Barcelone Carnestoltes 95
- Création de la Cie Chicos Mambo et du spectacle  Barcelone, Paris, Caracas (tournée Espagne et France)
- Chorégraphe,metteur en scène et interprète du spectacle Méli-Mélo Cie. Chicos Mambo (tournées en Espagne, Italie, France, Japon)

2002
- Chorégraphie et mise en scène du spectacle Boulevard du Crime avec la Cie Les copines d’Héléna
- Chorégraphie et mise en scène du spectacle Con la muerte en los tacones de Maribel

2004
- Mise en scène du spectacle Je veux qu'on m'aime de Didier Griselain au Théâtre du Tambour Royal

2005
- Chorégraphe du spectacle Viva O Brazil en clôture des dix jours de la danse / Commande de la Scène Nationale de Cergy-Pontoise
- Chorégraphe des spectacles Il était une fois ... America et Émeutes en banlieue
- Présentation de saison de la Scène Nationale de Cergy-Pontoise

2006-2007
- Chorégraphe et Interprète de Méli-Mélo II Le Retour Cie Chicos Mambo pour le Festival d'Avignon Off (Tournée en France et à l'étranger)

2007-2008
- Le Sacre du Printemps avec plus de 80 participants des associations amateurs de Danse de la ville d’Éragny / Scène Nationale de Cergy-Pontoise

2008-2009
- Créations 2009 au Studio Isadora de Barcelone
- Cirkadanse avec la Cie Béatrice Bornard / Montbrison

2009-2010
- Le Slam de Paulette, Scène Nationale de Cergy-Pontoise
- Route 66 avec la Cie Béatrice Bornard / Montbrison
- Days & Nights in Rocinha, au Studio Isadora / Barcelone
- Participation au dispositif, Danse en Amateur, Manège de Reims

2010-2011
- Boadicea, Duo pour deux interprètes du Junior Ballet du CNSMDP en vue de leur certificat d’interprétation
- On t'appelle Vénus, Solo pour Chantal Loïal avec la collaboration de Paco Decina. Compagnie Difé Kako. Co-production : Festival de Marseille, Festival Bolzano Danza/Tanz Bozen, Centre National de la Danse (CND)

2011-2012
- La Belle au Bois Dormant (septembre 2011) Hervé Niquet (Direction) Brussels philharmonic. Mise en scène de Corinne et Gille Benizio (plus connus sous le nom de Shirley & Dino)- Philippe Lafeuille (Chorégraphe)
- Cendrillon, Ballet recyclable - Cie La Feuille d'Automne. Création à la Maison de la Danse de Lyon (novembre 2011)
- Bad Glitter Performance dansée face aux œuvres - Abbaye de Mautbuisson, site d’art contemporain du Conseil général du Val d’Oise (février 2012) En vis-à-vis des œuvres de l’artiste plasticienne Emmanuelle Villard, présentées dans la salle des religieuses de l’abbaye.
- Lointain Intérieur - Collaboration avec la Cie du théâtre du Cristal / Mise en scène Olivier Couder (Avril 2012)
- Château-Rouge - collaboration avec la Cie Difé Kako / Direction artistique Chantal Loïal (Mai 2012)
- Conception, Mise en scène et Chorégraphie de la présentation de la saison 2012/2013 de L’Apostrophe / Scène nationale de Cergy-Pontoise (Juin 2012) avec la collaboration de Dominique Mabileau (lumière) et Dominique Brunet (vidéo)

2012-2014
- Le Bal des Princesses (mais aussi des Princes !), Cie La Feuille d'Automne. Présentation d'extraits à KLAP - la Maison pour la Danse de Marseille (novembre 2012)
- Alice de Lewis Carroll - Un cirque-poème en 18 tableaux. Collaboration avec le Nouveau Cirque National de Chine. Dramaturgie de Fabrice Melquiot sur une idée de Brigitte Gruber.
- Collaboration avec la Cie De-Fakto / Aurélien Kairo (résidence à Nevers - avril 2013)
- Le Banquet de la Vie, collaboration avec le Théâtre du Voyage Intérieur (Printemps 2013), mise en scène de Léa Dant
- Présentation de la saison 2013-2014 de L'Apostrophe Théâtre des Louvrais
- Présentation de saison 2014-2015 de L'Apostrophe - Scène Nationale de Cergy-Pontoise

2014-2015
- Tutu, Cie Chicos Mambo, première le 10 octobre 2014 au Théâtre Bobino de Paris.

2023
- Car/Men, Cie Chicos Mambo, première le 14 décembre 2023 au Théatre Libre de Paris

## Professeur de danse et action culturelle
Parmi les écoles au sein desquelles Philippe Lafeuille a enseigné au cours de sa carrière, on peut citer l'École Isadora (Barcelone), l'École Rick Odums (Paris), l'École Peter Goss (Paris), ou encore l'Ecole Kim Kan (Paris). Il a également été amené  à animer des stages en France ( Montbrison, Béziers, Ajaccio, Mégève, Villejuif, Istres) en Belgique (Liège), en Espagne (Barcelone) et à l’île de la Réunion au conservatoire régional.
Philippe Lafeuille intervient régulièrement auprès de structures telles que l’Apostrophe - Théâtre des Louvrais - Scène nationale de Cergy-Pontoise, dont il met également en scène les présentations de saisons depuis 2011, mais aussi le Studio Isadora (Barcelone), l'association Danse Dense (Paris), le Centre National de la Danse de Pantin (Danses partagées, Chorégraphes en escale...) ou encore le Festival Off d'Avignon (Offinités)
Les spectacles de la Cie La Feuille d'Automne donnent lieu à des interventions auprès de publics divers. Le Bal des Princesses (mais aussi des Princes!) est un spectacle participatif pouvant s'adapter à un lieu et un public donnés (comme au CND de Pantin en 2013, ou dans le cadre du Festival Clignancourt danse sur les rails en 2014...)
Animateur d'ateliers dans des cadres très différents, des structures scolaires au team-building pour professionnels, il s'intéresse particulièrement aux ateliers parents/enfants dans des lieux de danse, des maternités ou des crèches.
Le projet Enfant Phare, développé en collaboration avec le Cabinet Trigone, a déjà donné lieu à des interventions auprès de parents et professionnels de la petite-enfance ( Colloque Art & Petite enfance organisé par la crèche de la Friche de la Belle de Mai au Théâtre Massalia, Formation « Art & Tout-petit », Journée Parentalité à Vitrolles, Résidence à la crèche Carrousel de Vénissieux) et des ateliers parent/bébé au sein de la crèche de la Friche Belle de Mai (Marseille)